# Maison des Barres
Pour les articles homonymes, voir Barres.

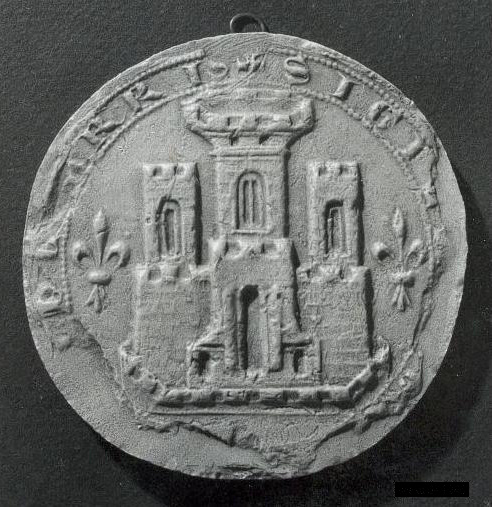
Sceau de Guillaume III des Barres, seigneur d'Oissery, 1246.

La maison des Barres, est une famille noble française  — ou maison — dont le berceau remonte aux premiers siècles de la chevalerie.

Originaire des confins de la Brie et de la Champagne, ses différentes branches se sont étendues en Bourgogne, Nivernais, Anjou, Franche-Comté, etc.
Elle s'est distinguée dans la haute magistrature, les conseils aux rois et dans les armées. Elle a donné quelques personnages importants dont : 
- Évrard des Barres, grand maître de l'ordre du Temple ;
- Guillaume II des Barres, héros de la bataille de Bouvines ;
- Jean II des Barres, maréchal de France.

Ses descendants sont attestés, suivant les branches, jusqu'au début du XIXe siècle.

## Onomastique et origine géographique
L'onomastique, a pour objet l'étude des noms propres ainsi que leur étymologie.

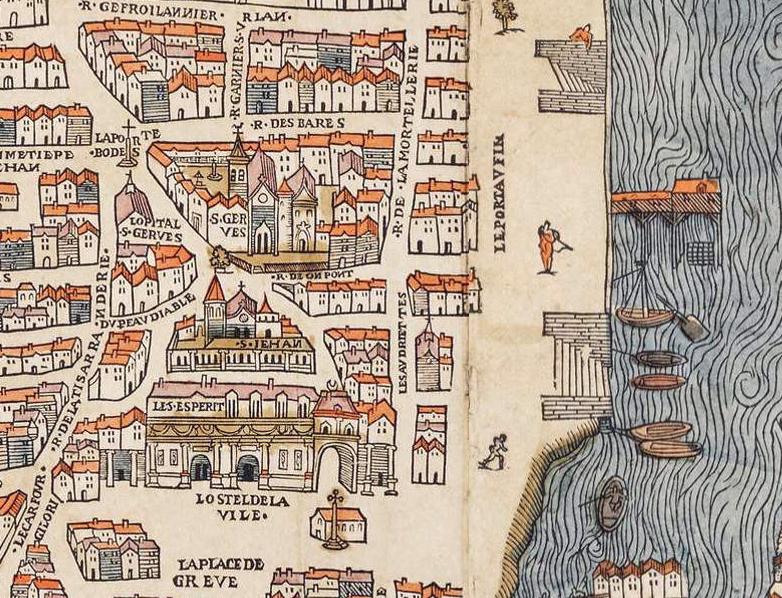
Localisation de la rue des Barres (R. DES BARES) à Paris en 1550.

Le patronyme « des Barres », viendrait à l'origine du vieux français barre signifiant :  barrière, clôture.
D'après Étienne Pattou, cette barrière serait en liaison avec le « mur » défensif qui entourait la rive droite de Paris  : d'une part, ce mur partait de la Seine où se trouvaient des moulins, faisant effectivement barrière sur le fleuve et, d'autre part, il existait à l'époque médiévale, au Monceau Saint-Gervais, des membres de la famille des Barres qui construisirent (avant 1269, en liaison avec les Templiers ?) l'hôtel des Barres dans une rue sans nom qui portera plus tard celui de la rue des Barres.
Ces propriétaires, parmi d'autres, appartenaient à la petite noblesse au service du roi. La répartition de leurs domaines, aux confins de l’Île-de-France, est à l'origine d'une autre ceinture composée de leurs différentes seigneuries qui faisaient obstacle avec leurs châteaux forts, à d'éventuels agresseurs.
Parmi les membres de cette petite noblesse, la maison des Barres. Issue d'une souche commune, originaire des confins de la Brie et de la Champagne, elle a ses racines à Oissery, au nord de Meaux (Seine-et-Marne).

## Les premiers membres

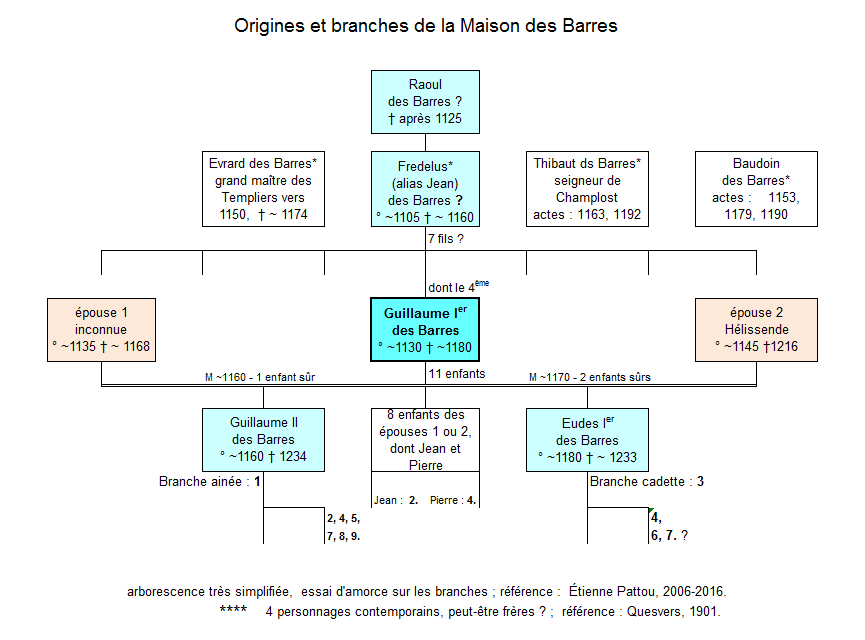
Maison des Barres, origines et amorce de branches.

La souche « maison des Barres » est assurée à partir de Guillaume Ier.

Il serait petit-fils possible de Raoul des Barres qui est signalé exister en 1125, d'après une source donnée par Paul Quesvers et fils de Fredelus (alias Jean) qui aurait eu sept fils. Seul, le quatrième, Guillaume Ier  semble avoir eu descendance. Des preuves datées de 1154 assurent qu'Oissery est seigneurie des Barres, probablement avant 1150.
Guillaume a eu onze enfants à l'origine des différentes branches de la maison des Barres. Les deux branches maitresses sont :
- la branche des seigneurs d'Oissery, branche aînée dite ici branche no 1, dont Guillaume II est le premier maillon ;
- la branche des seigneurs de Chaumont-sur-Yonne, branche cadette dite ici branche no 3, dont l'origine vient d'Eudes Ier des Barres.

Autour de ces deux branches principales, ont poussé différentes branches secondaires qui sont développées dans la section suivante.

## Différentes branches
D'après J.-B. Courcelles (1822), la maison des Barres comporte neuf branches distinctes :
1. la branche principale, celle des seigneurs d'Oissery (Seine-et-Marne) et de la Ferté-Alais, portera Guillaume II, le célèbre chevalier qui s'illustra à la bataille de Bouvines. Elle subsistera jusqu'à la fin du XIVe siècle ;
2. les seigneurs de Croy ? et Haussoy (Seine-et-Marne), de Villegenard sur Presles-en-Brie (Seine-et-Marne), Espieds ? (45), éteints vers le même temps ;
3. les seigneurs de Chaumont-sur-Yonne, éteints au commencement du XVIe siècle ;
4. les seigneurs d'Aspremont ? (probablement Apremont-sur-Allier, des Bois (Cher), vers La Guerche-sur-l’Aubois[N 2],[10], et en partie de Champlitte (Haute-Saône) ?, éteints vers le commencement du XVe siècle ;
5. les seigneurs de Perray ? et de Ressin ?, établis en Franche-Comté, éteints au XVIe siècle, après avoir donné un grand président du parlement de Franche-Comté, et un ambassadeur de l'empereur Charles-Quint, en France et en Angleterre ;
6. les seigneurs et barons de Ruffey sur Sennecey-le-Grand (Saône-et-Loire) ou Ruffey-lès-Beaune ?, marquis de Mirebeau ?, qui, après avoir donné des conseillers d'État, et plusieurs présidents au parlement de Dijon, se sont fondus, en 1681, dans la maison de Baufremont-Listenois ;
7. les seigneurs de Cussigny (Meurthe-et-Moselle), de Monteaux ?, etc., titrés comtes et marquis des Barres, maintenus par jugements des intendants de Bourgogne, en 1666 et 1699. Le chef de cette branche a fait, en 1753, 1755 et 1756, par devant M. Clairambault, généalogiste des ordres du Roi, les preuves pour l'obtention des honneurs de la cour. Cette branche a donné des officiers de tous grades, et s'est alliée aux maisons de Saint-Belin, de Saint-Chamans, Testu-Balincourt, de Poligny, de Villers la Faye, du Prat-de-Viteaux, de Montagu d'O, d'Albon, etc., etc. ;
8. les seigneurs d'Épiry (Nièvre), Ampilly-le-Sec (Côte-d'Or) et de Massingey ? (Massingy (Côte-d'Or) (Côte-d'Or), qui ont eu des élus pour le Roi, en Bourgogne, et des maîtres des comptes à Dijon, et ont été maintenus en 1666.
9. les seigneurs de Saint-Martin-sur-la-Renne (Haute-Marne) de préférence à Saint-Martin (Marne) ? et de Bréchainville (Vosges), établis en « Champagne », dits comtes des Barres. Cette branche semble éteinte en 1818 avec Joséphine des Barres[11].

Paul Quesvers (1901) propose un découpage différent, ses références primaires sont très nombreuses.
Étienne Pattou (2016) corrige et complète, avec précautions, l'analyse de Courcelles. Il approfondit considérablement les arborescences et donne des branches supplémentaires dont les seigneurs de La Guerche-sur-l’Aubois, les des Barres de Langres, et d'autres en Bourbonnais et Nivernais…
Les interrelations, complexes et parfois hypothétiques, semblent ne pas permettre de visualiser une arborescence simple de ces différentes branches.

Quelques armoiries*
Évrard des Barres, grand maître de l'ordre du Temple (vers 1150).
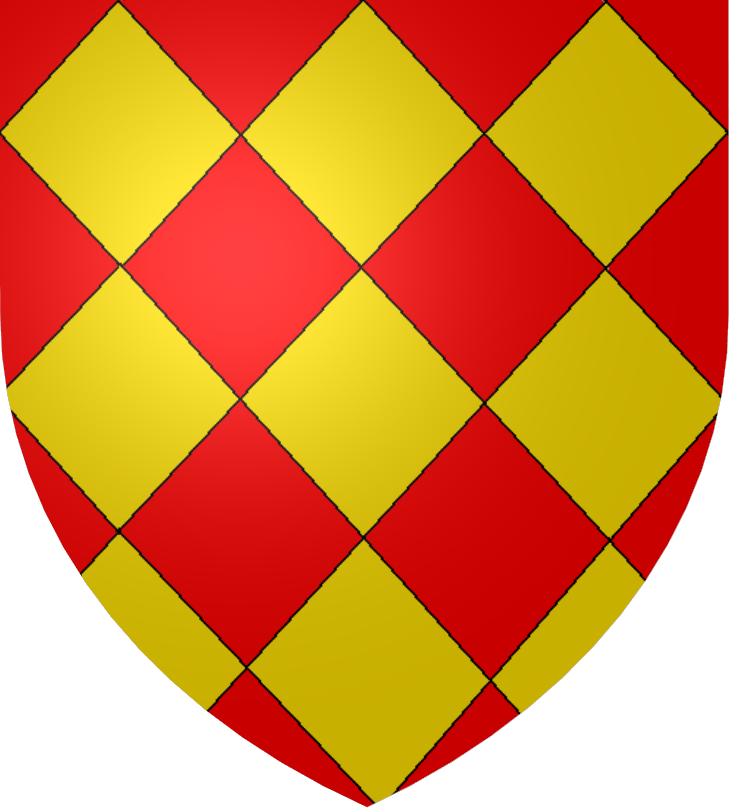
Guillaume II et sa descendance, seigneurs d'Oissery (XIIe siècle…).
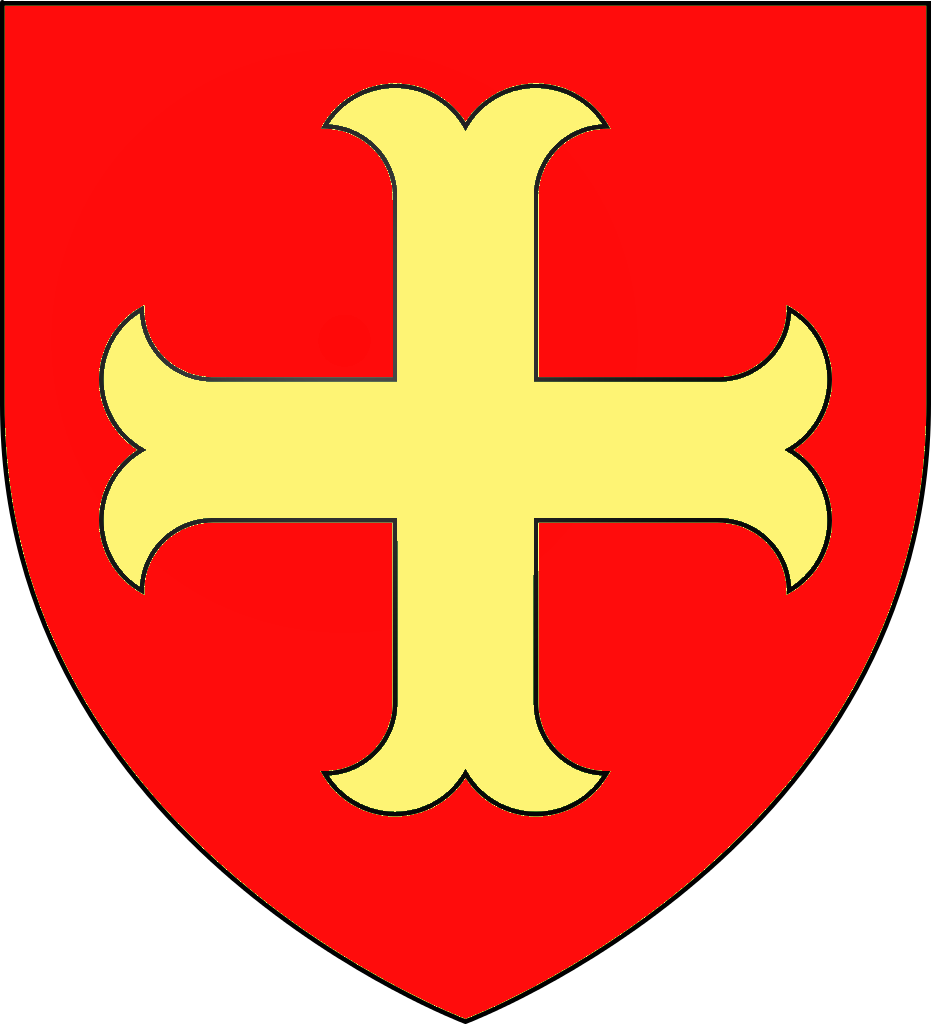
Les seigneurs de Crouy, Villegenart, Espieds (XIIIe siècle).
Les seigneurs de La Guerche-sur-l’Aubois, dont Pierre Ier (XIIIe siècle).
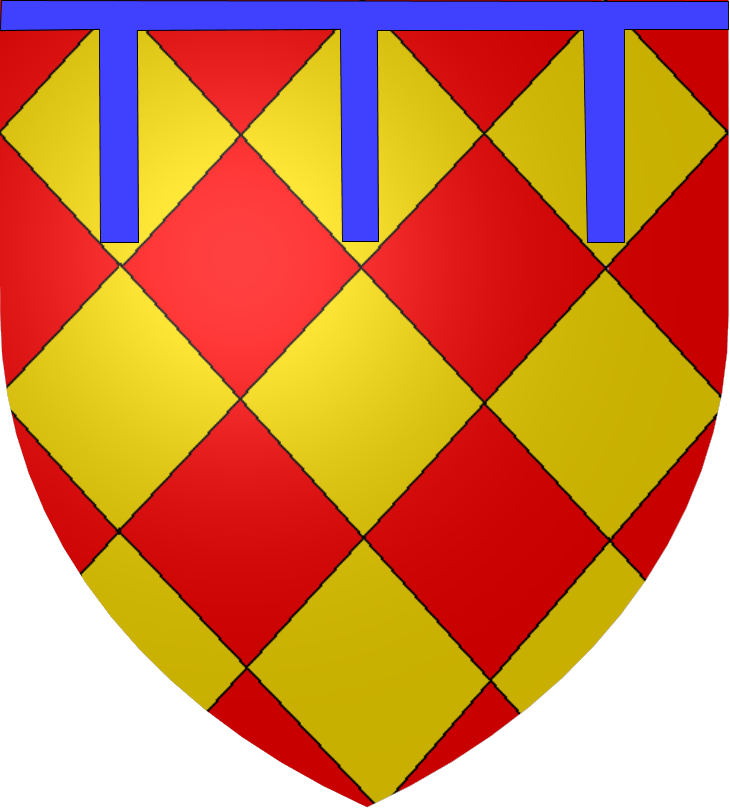
Armoiries de Jean II des Barres de Chaumont (1325).
Les comtes des Barres, établis en Champagne (XIXe siècle).
Blason de la branche Franc-Comtoise

- ces armoiries sont données à titre indicatif ; certaines ne sont pas sourcées ou peuvent être différentes pour un même personnage, à différentes époques de sa vie (voir notamment Courcelles p. 11 de la famille des Barres).